# Champions Hockey League (2008-2009)
La Champions Hockey League è stata la più importante competizione di hockey su ghiaccio europea per club.
Nata nel 2008, l'anno del centenario della federazione internazionale (IIHF), sostituì la IIHF European Champions Cup e si disputò unicamente quell'anno.
Era organizzata dalla IIHF, la federazione internazionale. Ai partecipanti alla fase finale la federazione garantiva un premio totale di 16.9 milioni di franchi svizzeri da spartirsi fra le squadre, più 1 milione di franchi svizzeri destinato al vincitore.. Il Silver Stone Trophy era il trofeo destinato al vincitore.
Dopo la prima edizione, a causa della grande recessione gli sponsor principali della manifestazione si sono ritirati, e la IIHF preferì sospendere la competizione, con l'intenzione di riprenderla nel 2010-2011. Nel dicembre del 2013 fu ufficializzata la sua rinascita a partire dalla stagione 2014-2015.

## Formato
Il primo turno di qualificazione sarà disputato fra 18 squadre europee, vincitrici del proprio campionato nazionale, appartenenti alle nazioni che si trovano tra il 7º e il 24º posto del ranking europeo IIHF. I 18 club verranno sorteggiati in 6 gironi da 3 squadre ciascuno. I primi classificati di ogni gruppo accederanno al secondo turno di qualificazione dove affronterano, in un match andata e ritorno, le sei squadre che sono arrivate al secondo posto nei campionati delle prime sei nazioni del ranking europeo. Il vincitore sarà deciso in base al totale dei punteggi delle due sfide. Dopo questo secondo turno si entra nella fase finale della competizione, denominata CHL Gruop Stage: le sei squadre provenienti dalle qualificazioni verranno sorteggiate assieme alle vincitrici dei sei campionati più importanti in quattro gironi all'italiana. I vincitori dei quattro gruppi s'incroceranno per le semifinali, in due partite, andata e ritorno, e infine avrà luogo la finale, che si disputerà ancora una volta andata e ritorno negli stadi delle due finaliste.
Ranking europeo IIHF 2008:
| Russia      | Kontinental Hockey League | Due squadre garantite per la stagione 2008-09                    |
| Finlandia   | SM-liiga                  | Due squadre garantite per la stagione 2008-09                    |
| Rep. Ceca   | Czech Extraliga           | Due squadre garantite per la stagione 2008-09                    |
| Svezia      | Elitserien                | Due squadre garantite per la stagione 2008-09                    |
| Slovacchia  | Slovak Extraliga          | Una squadra garantita per il 2008-09 + una possibile qualificata |
| Svizzera    | National League A         | Una squadra garantita per il 2008-09 + una possibile qualificata |
| Germania    | Deutsche Eishockey-Liga   | Una squadra garantita per il 2008-09 + una possibile qualificata |
| Bielorussia | Belarusian Hockey League  | Nazioni che avranno un club nel turno di qualificazione 2009-10  |
| Lettonia    | Latvian Hockey League     | Nazioni che avranno un club nel turno di qualificazione 2009-10  |
| Danimarca   | Oddset Ligaen             | Nazioni che avranno un club nel turno di qualificazione 2009-10  |
| Austria     | EBEL                      | Nazioni che avranno un club nel turno di qualificazione 2009-10  |
| Kazakistan  | Kazakhstani Championship  | Nazioni che avranno un club nel turno di qualificazione 2009-10  |
| Norvegia    | GET-ligaen                | Nazioni che avranno un club nel turno di qualificazione 2009-10  |
| Francia     | Ligue Magnus              | Nazioni che avranno un club nel turno di qualificazione 2009-10  |
| Slovenia    | Slovenian Hockey League   | Nazioni che avranno un club nel turno di qualificazione 2009-10  |
| Italia      | Serie A                   | Nazioni che avranno un club nel turno di qualificazione 2009-10  |
| Ungheria    | OB I bajnokság            | Nazioni che avranno un club nel turno di qualificazione 2009-10  |
| Polonia     | Polska Liga Hokejowa      | Nazioni che avranno un club nel turno di qualificazione 2009-10  |
| Paesi Bassi | Eredivisie                | Nazioni che avranno un club nel turno di qualificazione 2009-10  |
| Ucraina     | Ukrainian Supreme League  | Nazioni che avranno un club nel turno di qualificazione 2009-10  |
| Regno Unito | Elite Ice Hockey League   | Nazioni che avranno un club nel turno di qualificazione 2009-10  |
| Romania     | Liga Naţională de hochei  | Nazioni che avranno un club nel turno di qualificazione 2009-10  |

### Stagione 2008-09
La stagione di esordio, iniziata l'8 ottobre 2008, a causa del limitato periodo di tempo, è stata organizzata con un formato peculiare: parteciparono 12 squadre dalle prime 7 nazioni del ranking. Per le quattro nazioni ai primi posti (Russia, Finlandia, Repubblica Ceca e Svezia) furono garantiti due posti ciascuno, uno solo per le nazioni dal 5º al 7º posto (Slovacchia, Svizzera e Germania). L'ultimo posto disponibile fu messo in palio in un girone di tre squadre provenienti da questi ultimi tre campionati.

## Albo d'oro
| Anno    | Incontro                 | Andata | Ritorno | Vincitore |
| ------- | ------------------------ | ------ | ------- | --------- |
| 2008-09 | Magnitogorsk - ZSC Lions | 2 - 2  | 0 - 5   | ZSC Lions |